# Cerknica
Cerknica (em italiano:  Circonio, em alemão:  Zirknitz) é um município da Eslovênia. A sede do município fica na localidade de mesmo nome.